# Chiesa di Santa Maria Maddalena (La Magdeleine)
La chiesa di Santa Maria Maddalena è la chiesa parrocchiale di La Magdeleine in Valle d'Aosta.

## Storia
La prima costruzione della chiesa avvenne nel 1482, quando gli abitanti di Brengon e di Clou decisero di edificare una cappella dedicandola alla Maria Maddalena. La primitiva costruzione, di dimensioni più modeste dell’attuale, fu successivamente oggetto di numerosi interventi che ne mutarono l'aspetto nel corso dei secoli.
Tra il 1774 e il 1776 la cappella fu ingrandita assumendo praticamente l'aspetto attuale. Nel 1789 venne elevata a chiesa parrocchiale. Sino ad allora, questa funzione era stata svolta dalla chiesa di Antey-Saint-André, nella cui parrocchia La Magdeleine ricadeva.

## Descrizione

### Interni
La chiesa, che sorge in località Brengon, è a navata unica. Il presbiterio è ristretto anteriormente per lasciare spazio, verso la navata, a due altari laterali. L’altare maggiore ed il tabernacolo, in legno intagliato, risalgono probabilmente alla fine del XVIII secolo. L’altare è sormontato da una grande pala raffigurante la Madonna Assunta con il Bambino. Altre pale ornano gli altari laterali.

### Esterni
All’esterno, a destra del campanile, in cui è murata una pietra recante l’anno 1841, è possibile vedere l’antico cimitero, dove è posta una grande croce in pietra recante la scritta Ici reposent nos ancêtres (in francese "qui riposano i nostri avi").

## Galleria d'immagini

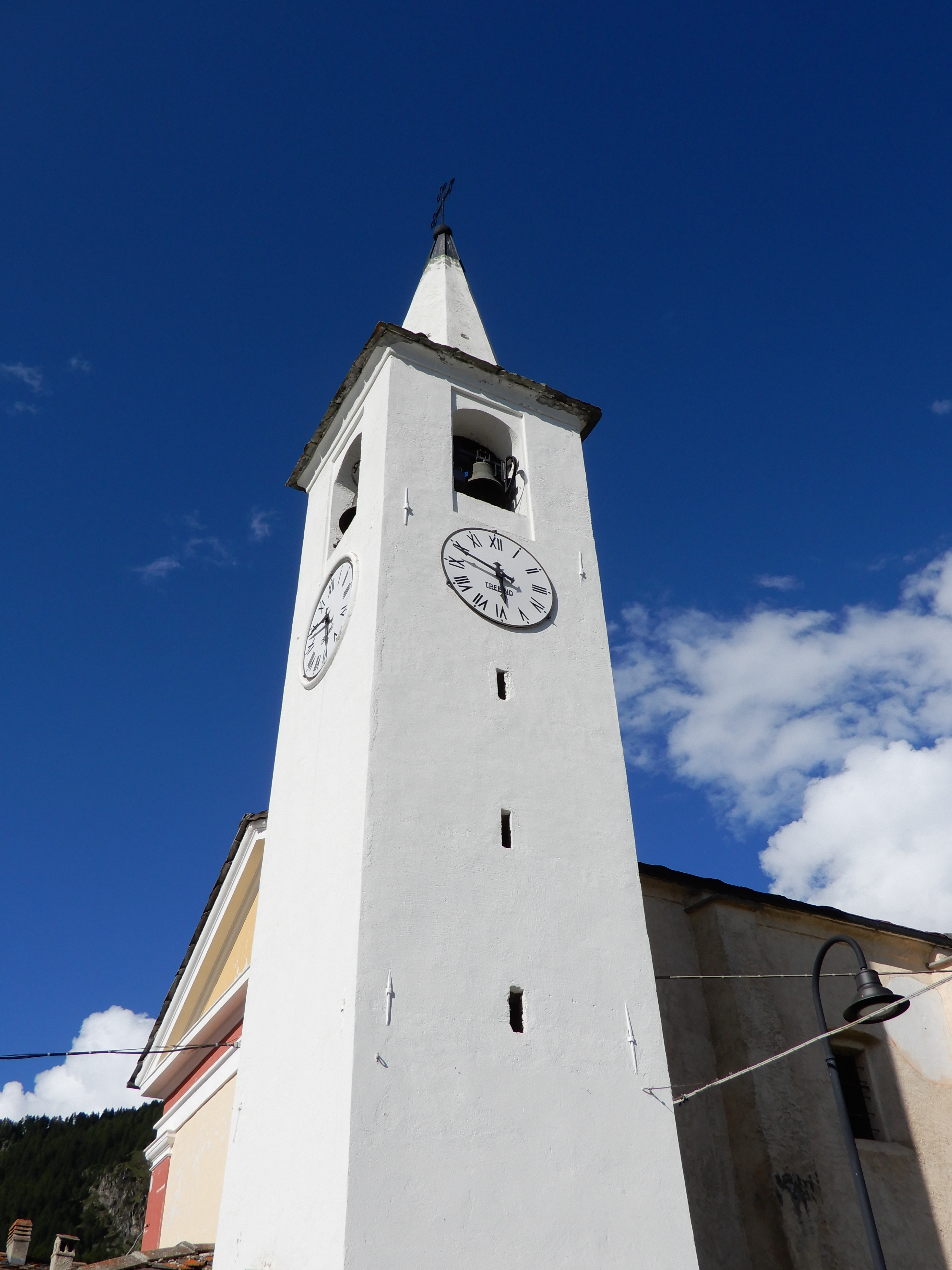
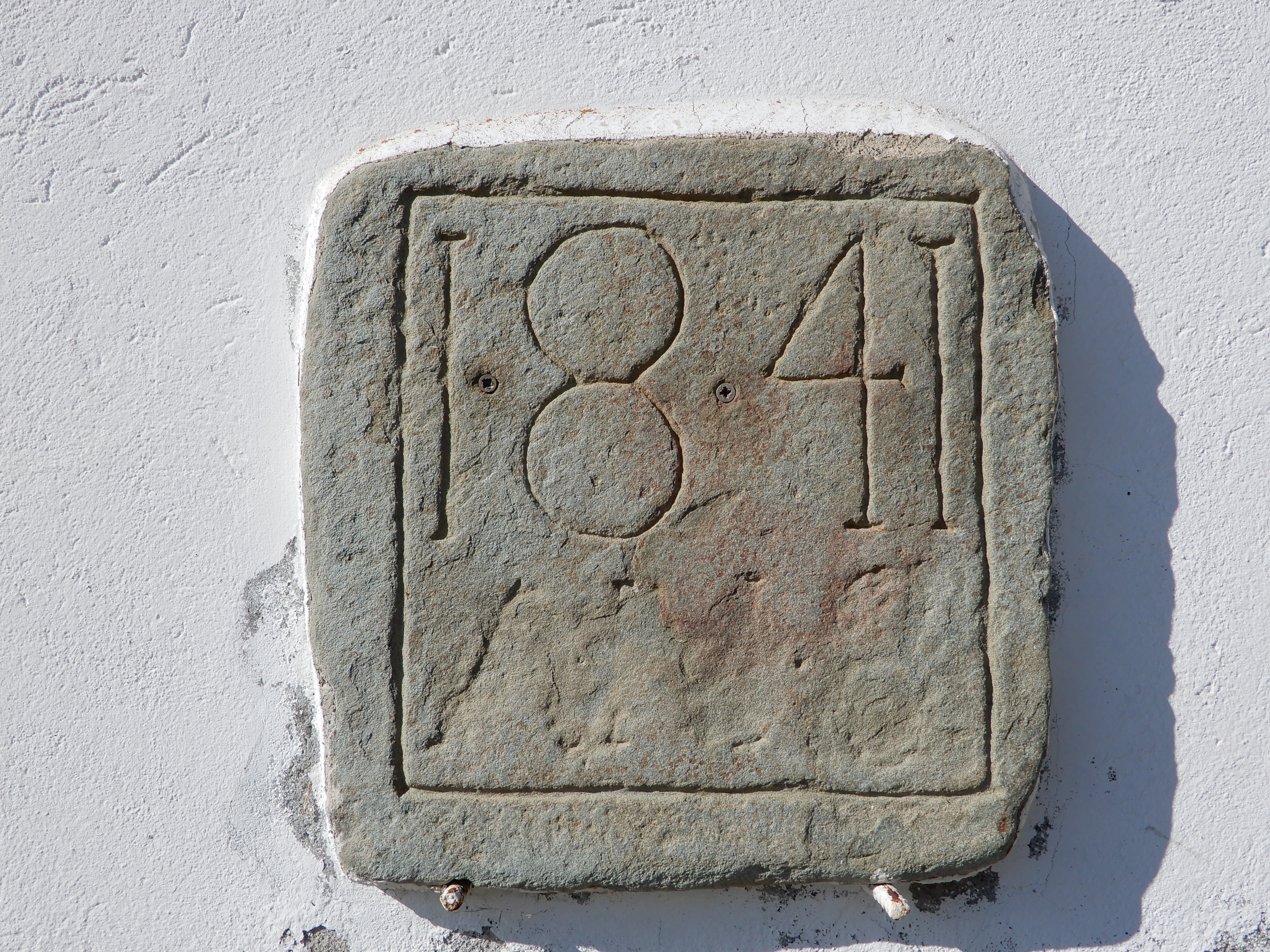
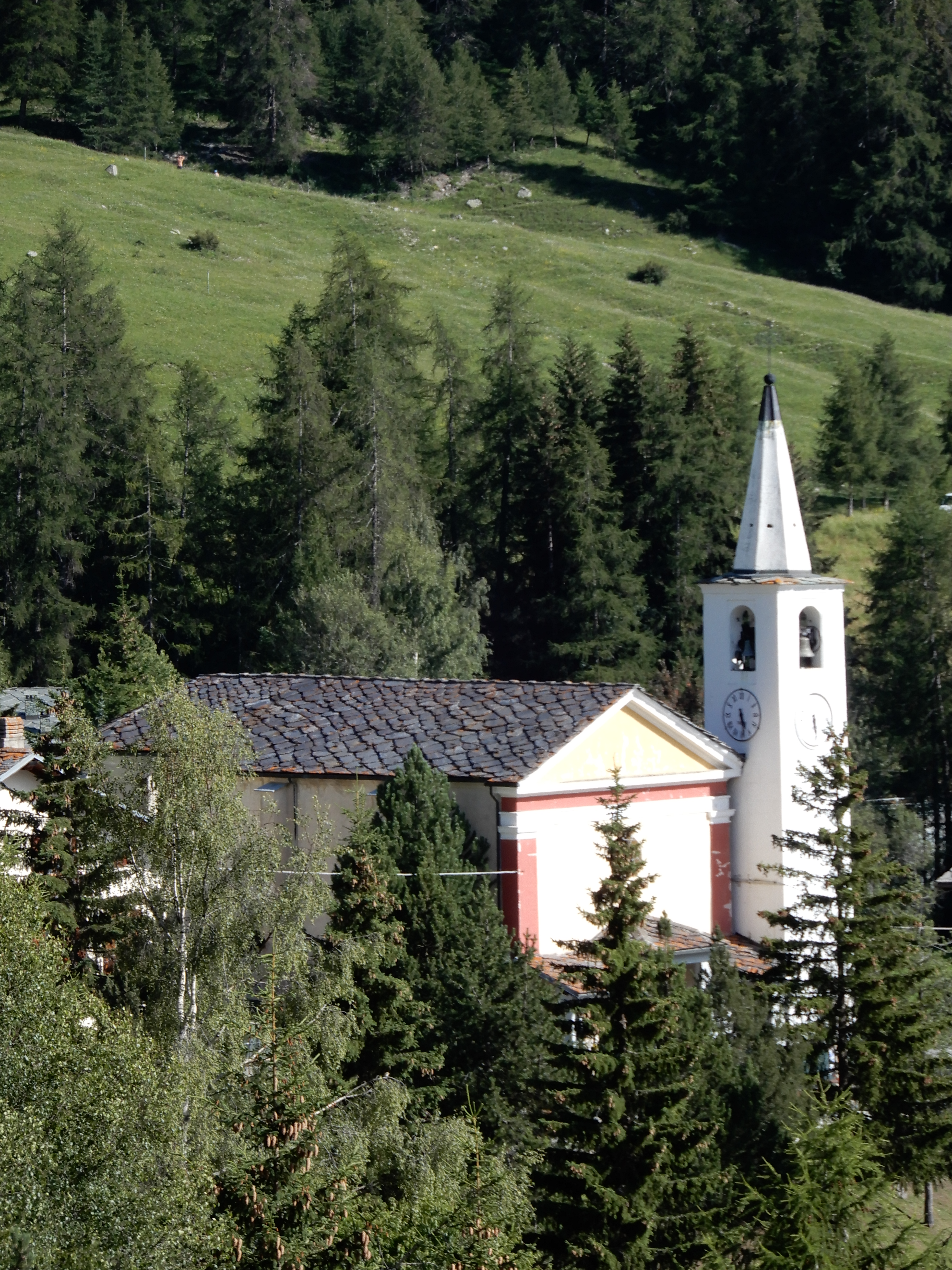